# Chlodwig zu Hohenlohe-Schillingsfürst
Chlodwig Karl Viktor zu Hohenlohe-Schillingsfürst, principe di Hohenlohe-Schillingsfürst, principe di Ratibor e Corvey (Rotenburg an der Fulda, 31 marzo 1819 – Ragaz, 6 luglio 1901), comunemente conosciuto come Principe di Hohenlohe fu uno statista tedesco che servì come cancelliere del Reich e primo ministro di Prussia dal 28 ottobre 1894 al 17 ottobre 1900.
Prima della sua nomina a cancelliere egli ricoprì numerose altre posizioni, tra cui primo ministro di Baviera (1866-1870), ambasciatore a Parigi (1873-1880), segretario agli esteri (1880) e luogotenente imperiale dell'Alsazia-Lorena (1885-1894).

## Nascita
Chlodwig nacque a Rotenburg an der Fulda, nell'Assia, come membro della Casa principesca di Hohenlohe. Suo padre, il principe Franz Joseph (1778-1841), era cattolico, mentre la madre, la principessa Costanza di Hohenlohe-Langenburg, era luterana. In coerenza con gli accordi dinastici dell'epoca, Chlodwig ed i suoi fratelli vennero allevati nella religione paterna, mentre le sorelle vennero iniziate a quella della madre.

## Inizi della carriera
In quanto figlio minore di una linea cadetta della sua casata di appartenenza, si rese necessario per il giovane Chlodwig avviarsi a una professione. Per un periodo pensò di ottenere una commissione all'interno del British Army attraverso l'intercessione della zia Feodora di Leiningen, principessa consorte di Hohenlohe-Langenburg, sorellastra della regina Vittoria del Regno Unito. In ultima istanza egli decise però di entrare nel corpo diplomatico prussiano.
La richiesta di Chlodwig di venire esentato dai passi preliminari nella professione, che richiedevano numerosi anni di lavoro in posizioni subordinate del servizio civile prussiano, fu rifiutata dal re Federico Guglielmo IV. In qualità di auditore presso il tribunale di Coblenza egli acquisì col tempo una base di conoscenze giurisprudenziali. Nel settembre 1843 egli divenne un referendar e, dopo alcuni mesi di viaggio in Francia, Svizzera ed Italia, egli si recò a Potsdam nelle vesti di impiegato civile il 13 maggio 1844.
Questi primi anni di lavoro furono per Chlodwig di importanza fondamentale, dandogli non solo un'esperienza pratica degli affari di Stato, ma anche perché gli permisero di comprendere i punti di forza e le debolezze del sistema amministrativo prussiano. Il risultato immediato di questi primi anni fu la sua conferma nei princìpi del liberalismo: il concetto prussiano di propagare l'illuminismo forzatamente non piaceva a Chlodwig. Egli osservò invece una situazione di confusione e di mancanza di idee chiare soprattutto nelle classi più elevate; il 25 giugno 1844 egli annotò nel suo diario, quattro anni prima della rivoluzione del 1848, che «una piccola causa e potremmo avere una rivolta». «La stampa libera», scrisse in un'altra occasione «è una necessità, il progresso la condizione dell'esistenza di uno stato». Se egli era un ardente sostenitore dell'unità tedesca, e vedeva nella Prussia lo strumento per raggiungere questo obiettivo, egli era d'altronde un tenace oppositore della "prussificazione" della Germania.

## Successione nei titoli e nelle proprietà di famiglia
Chlodwig era il secondo dei sei figli maschi dei suoi genitori; nel 1834, il cognato di sua madre, il langravio Vittorio Amedeo d'Assia-Rotenburg, morì lasciando le sue tenute ai nipoti, ma solamente nel 1840 si arrivò a un accordo circa la divisione del patrimonio. Il 15 ottobre 1840 il fratello maggiore di Chlodwig, Viktor Moritz Karl zu Hohenlohe-Schillingsfürst, 1º principe di Corvey (10 febbraio 1818 - 30 gennaio 1893), rinunciò ai suoi diritti di primogenitura sul Principato di Hohenlohe-Schillingsfürst, e venne creato Duca di Ratibor e Principe di Corvey dal re Federico Guglielmo IV di Prussia; contemporaneamente Chlodwig ricevette i titoli addizionali di Principe di Ratibor e Corvey, nonché la Signoria di Treffurt nel distretto governativo prussiano di Erfurt.
Il 14 gennaio 1841, il padre di Chlodwig morì; in quanto secondo figlio, avendo il primogenito rinunciato alla successione, Chlodwig avrebbe dovuto succedere al genitore nel titolo di Principe di Hohenlohe-Schillingsfürst, ma egli rifiutò e quindi divenne principe il fratello minore Philipp Ernst (24 maggio 1820 – 3 maggio 1845), alla condizione che i titoli sarebbero tornati a Chlodwig alla sua morte. Philipp Ernst morì nel 1845 e Chlodwig divenne infine il 7º principe di Hohenlohe-Schillingsfürst; questo titolo lo fece quindi divenire di diritto membro ereditario della camera superiore del Reichsrat (parlamento) bavarese. Questa posizione era però incompatibile con la sua carriera politica in Prussia, così il 18 aprile 1846 egli occupò il suo seggio nel Reichsrat ed il 26 giugno seguente ricevette la formale esenzione dal servizio prussiano.
La vita politica del principe Chlodwig fu generalmente scarsa di eventi rilevanti per i successivi diciotto anni. Durante la rivoluzione del 1848 le simpatie di Chlodwig si volsero verso l'idea liberale di una Germania unita, ed egli compromise le sue possibilità di salire nei favori del re Massimiliano II di Baviera, accettando l'incarico di annunciare presso le corti di Roma, Firenze ed Atene l'accesso all'ufficio di reggente di Germania dell'arciduca Giovanni d'Asburgo-Lorena.
In questo periodo della sua vita, Chlodwig si dedicò principalmente alla gestione delle sue tenute, alle sessioni del Reichsrat bavarese e ai viaggi. Nel 1856 egli visitò Roma e poté constatare la forte influenza dei gesuiti; nel 1859 andò a studiare la situazione politica a Berlino e lo stesso anno si recò in Inghilterra. Il matrimonio del fratello minore, Konstantin Viktor (8 settembre 1828 – 14 febbraio 1896) con la principessa Maria Antonietta di Sayn-Wittgenstein-Berleburg (18 febbraio 1837 – 21 gennaio 1920), celebrato a Weimar il 15 ottobre 1859, crearono per Chlodwig numerosi occasioni di viaggio a Vienna. Egli venne così in contatto con le più importanti persone d'Europa, tra cui i leader cattolici dell'Impero austriaco.
Allo stesso tempo, durante il periodo che andò dal 1850 al 1866 egli tentò di stringere relazioni con il governo bavarese, con l'intento di svolgere più attivo negli affari di stato. Riguardo alla questione tedesca il suo atteggiamento in questo frangente della sua vita divenne incerto: Chlodwig nutriva poche speranze nella pratica realizzazione di una Germania unita ed era piuttosto incline a supportare una tripartizione tra Austria, Prussia e Baviera, la cosiddetta Triade. Nel 1863 egli partecipò al Fürstentag di Francoforte e, nella questione dello Schleswig-Holstein, egli si fece un sostenitore della causa del Principe di Augustenburg. Fu in questo periodo che, dietro richiesta della regina Vittoria, egli iniziò a mandarle regolari rapporti sulla situazione politica in Germania.

## Ministro-presidente di Baviera
A seguito della guerra austro-prussiana del 1866, Chlodwig propose, all'interno del Reichsrat bavarese, un'unione più stretta con la prevalentemente protestante Prussia. Re Ludovico II di Baviera si oppose però a qualunque soluzione che comportasse una diluizione del suo potere, ma venne infine persuaso ad accettare, dopo che Bismarck gli consegnò segretamente una grossa somma di denaro attinta dal Welfen-Funds per pagare gli enormi debiti del Re bavarese.
Il 31 dicembre 1866 Chlodwig venne nominato ministro della casa reale e agli affari esteri e presidente del consiglio dei ministri. Secondo il figlio di Chlodwig, Alexander, la nomina del padre a ministro-presidente fu disposta a seguito del consiglio del compositore Richard Wagner.
Come capo del governo del Regno di Baviera, il principale compito di Chlodwig fu di trovare le basi per un'effettiva unione degli stati della Germania meridionale con quelle della Confederazione Tedesca del Nord. Durante i tre anni critici in cui ricoprì tale posizione, egli fu, dopo Bismarck, il più importante statista di tutta la Germania. Egli portò a compimento la riorganizzazione dell'esercito bavarese sul modello prussiano e l'unione militare degli stati del Sud; inoltre egli si pose alla guida del processo che portò alla creazione del Zollparlament, la camera bassa del parlamento, di cui venne eletto vicepresidente il 28 aprile 1868.
Durante le agitazioni che si verificarono in occasione della convocazione del Concilio Vaticano I, Chlodwig dimostrò una tenace opposizione alle posizioni ultramontane. Così come i suoi fratelli, il Duca di Ratibor ed il cardinale Gustav Adolf von Hohenlohe-Schillingsfürst, Chlodwig riteneva che la politica di papa Pio IX di porre la Chiesa come antagonista del nuovo stato moderno si sarebbe rivelata disastrosa per entrambi e che l'istituzione del dogma dell'infallibilità papale avrebbe irrevocabilmente condotto la Chiesa alla promulgazione del Sillabo (1864).
Egli incluse queste sue idee in una nota, redatta da Johann Joseph Ignaz von Döllinger, che inviò alle potenze cattoliche il 9 aprile 1869, nella quale egli le invitava ad esercitare il loro diritto di mandare i propri ambasciatori al concilio e di accordarsi per evitare la definizione del dogma. Gli stati principali, invece, per una ragione o per l'altra, non ritennero opportuno intervenire e l'unico risultato pratico delle macchinazioni di Chlodwig fu che, in Baviera, il già potente partito ultramontano si alleò contro di lui con i patrioti bavaresi, che lo accusavano di barattare l'indipendenza bavarese con la Prussia. Questa unione fra i suoi oppositori fu troppo forte per Chlodwig: una proposta di legge che egli presentò per limitare l'influenza della Chiesa nel sistema educativo venne bocciata e le elezioni del 1869 si conclusero con la sua sconfitta cosicché, nonostante il continuo supporto del Re, egli fu costretto a rassegnare le dimissioni il 7 marzo 1870.

## Influenza politica perdurante

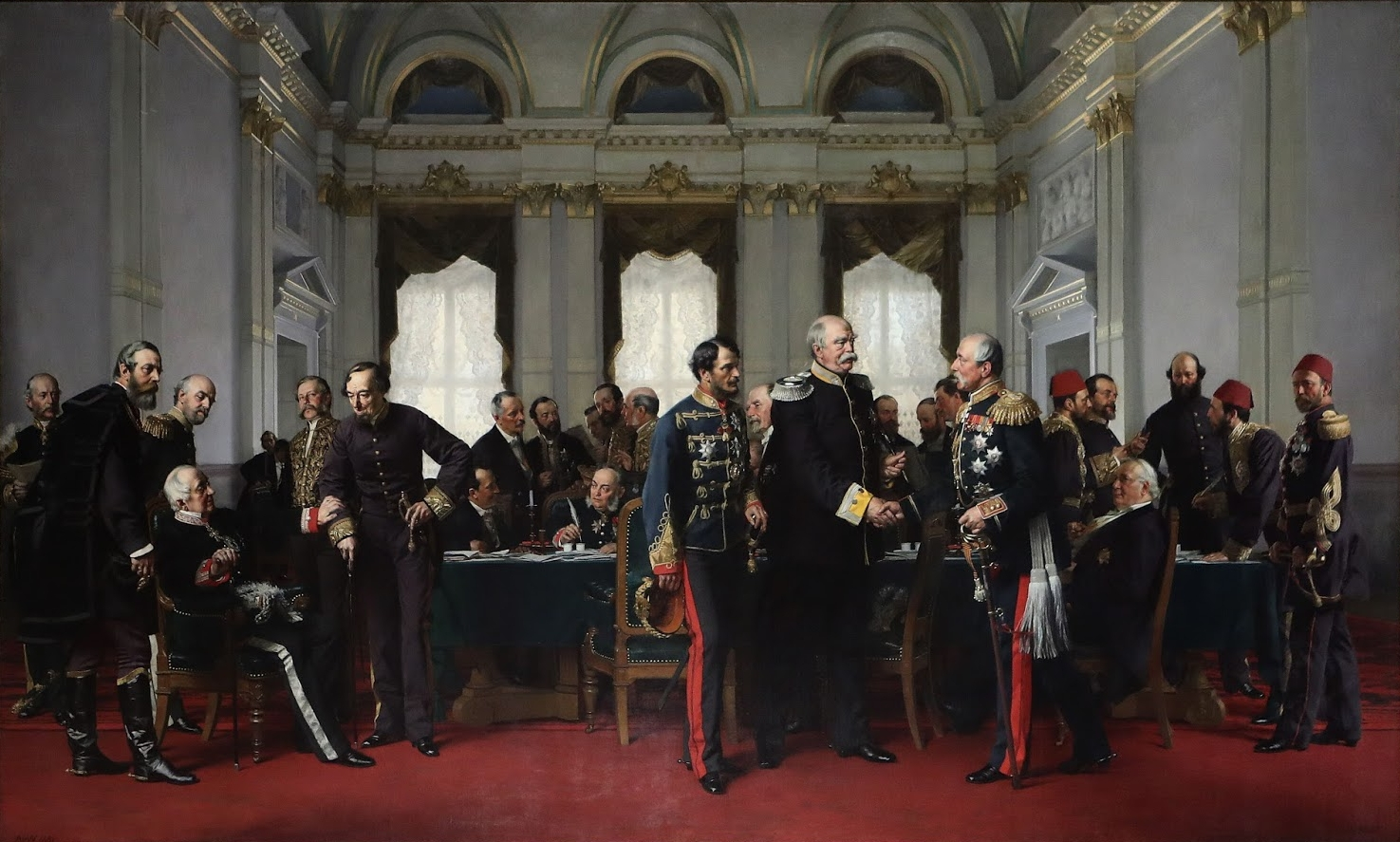
Dipinto raffigurante il Congresso di Berlino; Chlodwig è l'uomo in abito scuro e camicia bianca, il più a sinistra tra quelli in piedi dietro il tavolo

Benché esentato da ogni incarico, la sua personale influenza politica continuò ad essere importante sia a Monaco che a Berlino, soprattutto a causa dei termini favorevoli del trattato tra Baviera e Confederazione Tedesca del Nord che incorporava le visioni di Chlodwig. Venne eletto membro del Reichstag tedesco ed il 23 marzo 1871 fu scelto come uno dei suoi vicepresidenti. L'intervento di Chlodwig fu inoltre fondamentale nella fondazione dei nuovi gruppi politici che presero il nome di "Partito Liberale Imperiale" (Liberale Reichspartei), il cui scopo era supportare il nuovo impero, assicurare il suo sviluppo interno su basi liberali ed opporsi al Centro Cattolico.
Come suo fratello maggiore, il Duca di Ratibor, Chlodwig fu subito uno strenuo sostenitore della politica bismarckiana antipapale, la cosiddetta Kulturkampf, le cui linee principali, ed in particolare l'espulsione della Compagnia di Gesù dall'impero, furono suggerite dal Principe di Hohenlohe-Schillingsfürst stesso. Benché Chlodwig simpatizzasse per le posizioni dei vetero-cattolici egli non si unì mai a loro, ritenendo che l'unica speranza in una riforma della Chiesa potesse risiedere in coloro che desideravano il perdurare della sua unità. Nel 1872 il cancelliere Bismarck propose di nominare il fratello minore di Chlodwig, il cardinale Gustav Adolf, inviato prussiano presso la Santa Sede, ma Pio IX rifiutò di riceverlo in tale veste.
Nel 1873 Otto von Bismarck scelse Chlodwig come successore del conte Harry Arnim in qualità di ambasciatore tedesco a Parigi, dove egli rimase per sette anni; nel 1878 partecipò al Congresso di Berlino come terzo rappresentante tedesco. Nel 1880, dopo la morte del segretario di stato tedesco per gli affari esteri, Bernhard Ernst von Bülow, Chlodwig venne richiamato a Berlino come capo temporaneo del ministero degli affari esteri e rappresentante di Bismarck durante una sua assenza causa malattia.
Nel 1885 Chlodwig fu indicato come successore di Edwin Freiherr von Manteuffel nella carica di governatore dell'Alsazia-Lorena, regione che era stata incorporata alla Germania dopo la guerra contro la Francia del 1870. Detenendo questo ruolo egli fu obbligato a portare avanti le misure coercitive elaborate da Bismarck nel 1887 e 1888, nonostante egli le disapprovasse quasi completamente; alle sue disposizioni conciliatorie, in ogni caso, si deve il merito di aver condotto gli alsaziani ed i lorenesi ad accettare, almeno parzialmente, la dominazione tedesca.

## Cancelliere dell'Impero tedesco
Chlodwig rimase a Strasburgo fino all'ottobre 1894, quando, dietro urgente richiesta dell'imperatore Guglielmo II, egli acconsentì, nonostante l'età avanzata, ad accettare il cancellierato come successore di Georg Leo, conte di Caprivi di Caprara di Montecuccoli. Gli eventi del periodo in cui fu cancelliere appartengono alla storia generale; per quanto riguarda gli aspetti più personali della vita del Principe in questo periodo, l'editore dei suoi diari ha soppresso gran parte dei dettagliati commenti che Chlodwig aveva lasciato. In generale, durante il suo incarico, la personalità del cancelliere fu meno invadente negli affari di stato di quanto era stata quella dei suoi predecessori; le sue apparizioni nel parlamento prussiano e tedesco furono rare ed egli lasciò grande indipendenza ai ministri.
Chlodwig rassegnò le dimissioni il 17 ottobre 1900; morì a Ragaz, in Svizzera, il 6 luglio 1901.

## Matrimonio e famiglia
Il 16 febbraio 1847, a Rödelheim, Chlodwig zu Hohenlohe-Schillingsfürst sposò la principessa Maria di Sayn-Wittgenstein-Sayn, figlia di Ludovico Adolfo Federico, 2º principe di Sayn-Wittgenstein-Sayn, e della prima moglie, la principessa Caroline (Stephanie) Radziwiłł. Maria era l'erede di vaste tenute nell'Impero Russo, tra cui il palazzo di Verkiai e il complesso del Castello di Mir; questo comportò due lunghe visite a Verkiai, in Lituania, dal 1851 al 1853 e nuovamente nel 1860, per la gestione di queste proprietà.
Chlodwig e Maria ebbero sei figli:
- Elisabeth Constanze Leonille Stephanie (Schillingsfürst, 30 novembre 1847 – Altaussee, 26 ottobre 1915);
- Stephanie Marie Antonie (Schillingsfürst, 6 luglio 1851 – Monaco, 18 marzo 1882); il 2 aprile 1871, a Schillingsfürst, sposò il conte Arturo di Schönborn-Wiesentheid;
- Filippo Ernesto, VIII Principe di Hohenlohe-Schillingsfürst (Schillingsfürst, 5 giugno 1853 – Bad Reichenhall, 26 dicembre 1915); il 10 gennaio 1882 sposò a Vienna la principessa Chariclée Ypsilanti; il 6 agosto 1913, ad Edimburgo, sposò in seconde nozze, morganaticamente, Henriette Gindra, creata Signora di Helberg il 10 luglio 1914;
- Albert (Schillingsfürst, 14 ottobre 1857 - Monaco, 13 aprile 1866);
- Moritz, 9º principe di Hohenlohe-Schillingsfürst (Lindau, 6 agosto 1862 – Schillingsfürst, 27 febbraio 1940); il 19 agosto 1893, a Dyck, egli sposò l'altigravia Rosa di Salm-Reifferscheid-Krautheim e Dyck;
- Alexander (Lindau, 6 agosto 1862 - Badenweiler, 16 maggio 1924); a Colonia, il 16 maggio 1895, egli sposò Emanuela Gallone dei Principi di Tricase Moliterno.

## Ascendenza
|                                                                           |                                                     |                                                    | Genitori                                                         |  |  | Nonni |  |  | Bisnonni                                                                |  |  | Trisnonni                                                              |  |
|                                                                           |                                                     |                                                    |                                                                  |  |  |       |  |  | Carlo Alberto I, II Principe di Hohenlohe-Waldenburg in Schillingsfürst |  |  | Filippo Ernesto, I Principe di Hohenlohe-Waldenburg in Schillingsfürst |  |
|                                                                           |                                                     |                                                    |                                                                  |  |  |       |  |  | Carlo Alberto I, II Principe di Hohenlohe-Waldenburg in Schillingsfürst |  |  | Filippo Ernesto, I Principe di Hohenlohe-Waldenburg in Schillingsfürst |  |
|                                                                           |                                                     | Contessa Maria Anna di Oettingen-Wallerstein       |                                                                  |  |  |       |  |  | Carlo Alberto I, II Principe di Hohenlohe-Waldenburg in Schillingsfürst |  |  |                                                                        |  |
| Carlo Alberto II, III Principe di Hohenlohe-Waldenburg in Schillingsfürst |                                                     |                                                    |                                                                  |  |  |       |  |  | Carlo Alberto I, II Principe di Hohenlohe-Waldenburg in Schillingsfürst |  |  |                                                                        |  |
|                                                                           |                                                     | Principessa Sofia di Löwenstein-Wertheim-Rochefort | Domenico Marquardo, II Principe di Löwenstein-Wertheim-Rochefort |  |  |       |  |  |                                                                         |  |  |                                                                        |  |
|                                                                           |                                                     | Principessa Sofia di Löwenstein-Wertheim-Rochefort | Domenico Marquardo, II Principe di Löwenstein-Wertheim-Rochefort |  |  |       |  |  |                                                                         |  |  |                                                                        |  |
|                                                                           |                                                     | Principessa Sofia di Löwenstein-Wertheim-Rochefort | Langravia Cristina d'Assia-Rheinfels-Rotenburg                   |  |  |       |  |  |                                                                         |  |  |                                                                        |  |
| Francesco Giuseppe, I Principe di Hohenlohe-Schillingsfürst               |                                                     | Principessa Sofia di Löwenstein-Wertheim-Rochefort |                                                                  |  |  |       |  |  |                                                                         |  |  |                                                                        |  |
|                                                                           |                                                     | Barone János Kázmér Reviczky of Revisnye           | András Reviczky de Revisnye                                      |  |  |       |  |  |                                                                         |  |  |                                                                        |  |
|                                                                           |                                                     | Barone János Kázmér Reviczky of Revisnye           | András Reviczky de Revisnye                                      |  |  |       |  |  |                                                                         |  |  |                                                                        |  |
|                                                                           |                                                     | Barone János Kázmér Reviczky of Revisnye           | Julianna Nedeczky                                                |  |  |       |  |  |                                                                         |  |  |                                                                        |  |
| Baronessa Giuditta Reviczky de Revisnye                                   |                                                     | Barone János Kázmér Reviczky of Revisnye           |                                                                  |  |  |       |  |  |                                                                         |  |  |                                                                        |  |
|                                                                           |                                                     | Baronessa Róza Perényi de Perény                   | Ádám Perényi de Perény                                           |  |  |       |  |  |                                                                         |  |  |                                                                        |  |
|                                                                           |                                                     | Baronessa Róza Perényi de Perény                   | Ádám Perényi de Perény                                           |  |  |       |  |  |                                                                         |  |  |                                                                        |  |
|                                                                           |                                                     | Baronessa Róza Perényi de Perény                   | Erzsébet Fráter                                                  |  |  |       |  |  |                                                                         |  |  |                                                                        |  |
| Chlodwig, III Principe di Hohenlohe-Schillingsfürst                       |                                                     | Baronessa Róza Perényi de Perény                   |                                                                  |  |  |       |  |  |                                                                         |  |  |                                                                        |  |
|                                                                           | Cristiano Alberto, Principe di Hohenlohe-Langenburg | Luigi, Principe di Hohenlohe-Langenburg            |                                                                  |  |  |       |  |  |                                                                         |  |  |                                                                        |  |
|                                                                           | Cristiano Alberto, Principe di Hohenlohe-Langenburg | Luigi, Principe di Hohenlohe-Langenburg            |                                                                  |  |  |       |  |  |                                                                         |  |  |                                                                        |  |
|                                                                           | Cristiano Alberto, Principe di Hohenlohe-Langenburg | Contessa Eleonora di Nassau-Saarbrücken            |                                                                  |  |  |       |  |  |                                                                         |  |  |                                                                        |  |
| Carlo Luigi, Principe di Hohenlohe-Langenburg                             | Cristiano Alberto, Principe di Hohenlohe-Langenburg |                                                    |                                                                  |  |  |       |  |  |                                                                         |  |  |                                                                        |  |
|                                                                           |                                                     | Principessa Carolina di Stolberg-Gedern            | Federico Carlo, Principe di Stolberg-Gedern                      |  |  |       |  |  |                                                                         |  |  |                                                                        |  |
|                                                                           |                                                     | Principessa Carolina di Stolberg-Gedern            | Federico Carlo, Principe di Stolberg-Gedern                      |  |  |       |  |  |                                                                         |  |  |                                                                        |  |
|                                                                           |                                                     | Principessa Carolina di Stolberg-Gedern            | Contessa Luisa di Nassau-Saarbrücken                             |  |  |       |  |  |                                                                         |  |  |                                                                        |  |
| Principessa Costanza di Hohenlohe-Langenburg                              |                                                     | Principessa Carolina di Stolberg-Gedern            |                                                                  |  |  |       |  |  |                                                                         |  |  |                                                                        |  |
|                                                                           |                                                     | Giovanni Cristiano II, Conte di Solms-Baruth       | Giovanni Carlo, Conte di Solms-Baruth                            |  |  |       |  |  |                                                                         |  |  |                                                                        |  |
|                                                                           |                                                     | Giovanni Cristiano II, Conte di Solms-Baruth       | Giovanni Carlo, Conte di Solms-Baruth                            |  |  |       |  |  |                                                                         |  |  |                                                                        |  |
|                                                                           |                                                     | Giovanni Cristiano II, Conte di Solms-Baruth       | Contessa Luisa di Lippe-Biesterfeld                              |  |  |       |  |  |                                                                         |  |  |                                                                        |  |
| Contessa Amalia Enrichetta di Solms-Baruth                                |                                                     | Giovanni Cristiano II, Conte di Solms-Baruth       |                                                                  |  |  |       |  |  |                                                                         |  |  |                                                                        |  |
|                                                                           |                                                     | Contessa Federica Luisa Reuss di Köstritz          | Enrico VI, Conte Reuss di Köstritz                               |  |  |       |  |  |                                                                         |  |  |                                                                        |  |
|                                                                           |                                                     | Contessa Federica Luisa Reuss di Köstritz          | Enrico VI, Conte Reuss di Köstritz                               |  |  |       |  |  |                                                                         |  |  |                                                                        |  |
|                                                                           |                                                     | Contessa Federica Luisa Reuss di Köstritz          | Henrica Casado de Monteleone                                     |  |  |       |  |  |                                                                         |  |  |                                                                        |  |
|                                                                           |                                                     | Contessa Federica Luisa Reuss di Köstritz          |                                                                  |  |  |       |  |  |                                                                         |  |  |                                                                        |  |